# 国道125号

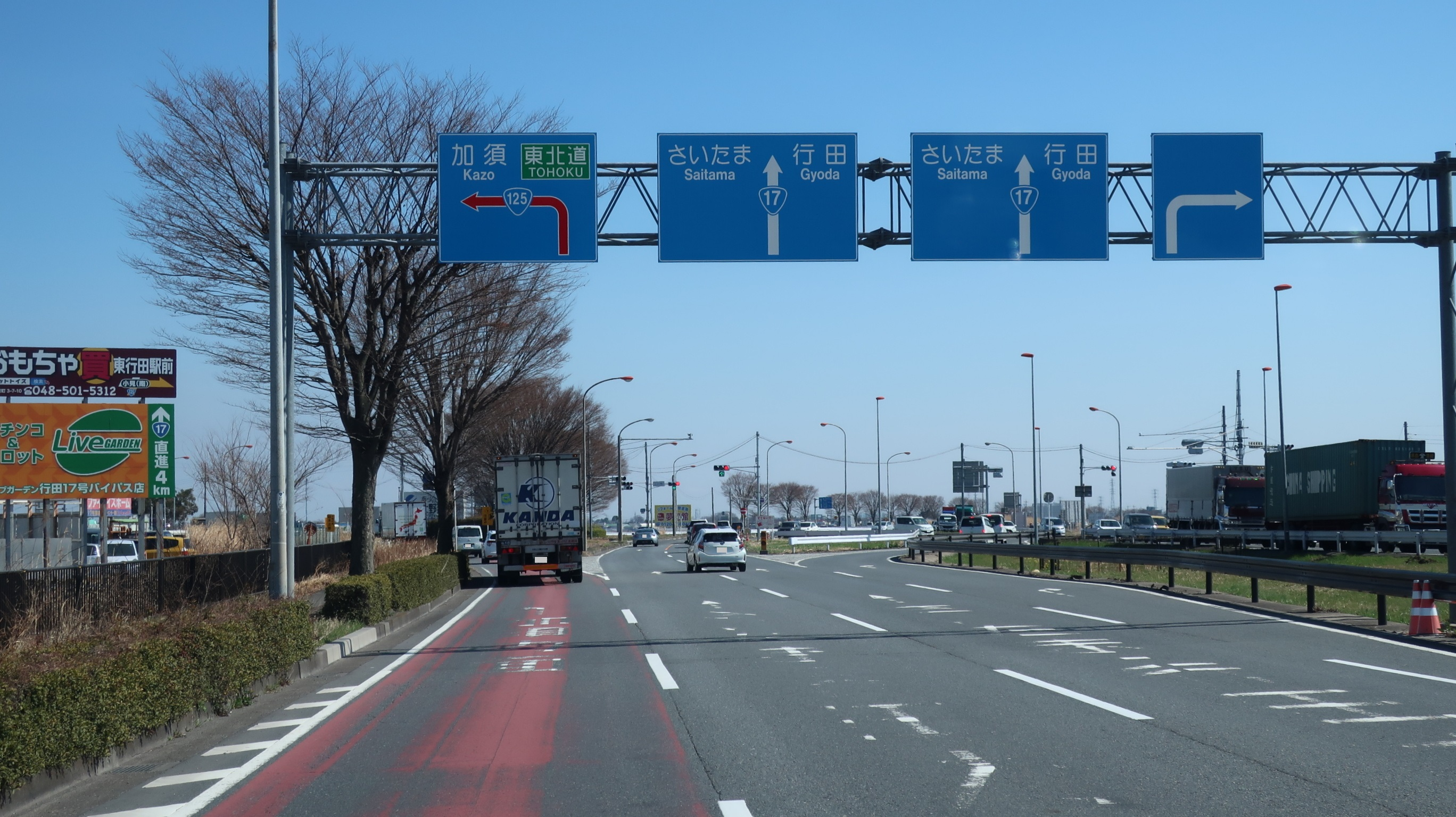
国道125号 終点付近
埼玉県熊谷市 上之（南）交差点（左の赤色車線が国道17号上り線から国道125号上り線に分岐）

国道125号（こくどう125ごう）は、千葉県香取市から茨城県を経由して、埼玉県熊谷市に至る一般国道である。

## 概要
千葉県香取市の佐原跨道橋交差点（通称）から利根川を渡って北西方向へ進み、茨城県土浦市、下妻市、古河市を経て、さらに西進して埼玉県加須市から埼玉県熊谷市の国道17号・上之（南）交差点に至る関東平野のほぼ中央を東西に横断する一般国道の路線である。起点・香取市佐原から茨城県稲敷市までは国道51号と重複しており、稲敷市西代の北田交差点から実延長区間（見かけ上の区間）が始まる。当国道と同じく香取市を起点とする国道355号同様、千葉県内には単独区間がない。
茨城県古河市 - 埼玉県久喜市栗橋の利根川越え区間は国道4号と重複し、利根川橋を共用する。東北自動車道とは加須ICで、常磐自動車道とは土浦北ICでそれぞれ接続しており、高速道路との連絡を担う重要な幹線道路になっている。また、起点側で重複する国道51号、終点の国道17号をはじめ、関東の主要幹線国道とも多く交差しており、土浦市内では国道6号、古河市内で新4号バイパスを含む国道4号と交差する。

### 路線データ
一般国道の路線を指定する政令に基づく起終点および重要な経過地は次のとおり。
- 起点：佐原市[注釈 3]（国道51号上、国道356号交点）
- 終点：熊谷市（上之（南）交差点 = 国道17号熊谷バイパス交点[注釈 1]）
- 重要な経過地：茨城県稲敷郡東村[注釈 4]、同郡阿見町、土浦市、つくば市、下妻市、同県猿島郡三和町[注釈 5]、古河市、埼玉県北葛飾郡栗橋町[注釈 6]、加須市、羽生市、行田市
- 総延長 : 147.5 km（茨城県 118.3 km、埼玉県 29.2 km）重用延長を含む。[2][注釈 7]
- 重用延長 : 9.7 km（茨城県 6.5 km、埼玉県 3.2 km）[2][注釈 7]
- 未供用延長 : なし[2][注釈 7]
- 実延長 : 137.8 km（茨城県 111.8 km、埼玉県 26.0 km）[2][注釈 7]
  - 現道 : 115.2 km（茨城県 89.2 km、埼玉県 26.0 km）[2][注釈 7]
  - 旧道 : 12.8 km（茨城県 12.8 km、埼玉県 - km）[2][注釈 7]
  - 新道 : 9.8 km（茨城県 9.8 km、埼玉県 - km）[2][注釈 7]
- 指定区間：国道51号、国道4号と重複する区間（千葉県香取市（起点） - 茨城県稲敷市・北田交差点、茨城県古河市・三杉町交差点 - 埼玉県久喜市・栗橋交差点）[3]

## 歴史
- 1953年（昭和28年）5月18日：二級国道125号佐原熊谷線（佐原市[注釈 3] - 熊谷市）として指定施行[4]。
- 1965年（昭和40年）4月1日：道路法改正により一級・二級区分が廃止されて一般国道125号として指定施行[1]。
- 1969年（昭和44年）3月6日：茨城県稲敷郡阿見町大字島津 - 大字鞍馬の道路改良バイパス（約1.5 km）を供用開始[5]。
- 1970年（昭和45年）3月16日：茨城県結城郡八千代村大字貝谷 - 猿島郡三和町大字間中橋の狭隘路（5.5 km）を改築[6]。
- 1971年（昭和46年）4月19日：下妻市大字堀籠 - 同市大字長塚（長塚三差路）の道路改良バイパス（現道：2.952 km）を供用開始[7]。
- 1972年（昭和47年）
  - 5月15日
    - 稲敷郡阿見町大字掛馬 - 同町大字大室の旧道から道路改良バイパス（1.3 km）へ付け替え供用開始[8]。
    - 下妻市大字高道祖地内（高道祖東交差点付近 - 高道祖西交差点）の旧道から4車線化道路改良バイパス（1.6 km）へ付け替え供用開始[8]。

  - 7月6日：下妻市大字堀籠地内（1.5 km）を4車線化供用開始[9]。
- 1977年（昭和52年）
  - 1月14日：鬼怒川に架け替えられた新鬼怒川橋を供用開始[10]。
  - 4月20日：利根川に架け替えられた水郷大橋（2代目）を国道125号の道路区域に指定[11]。
- 1984年（昭和59年）5月2日：稲敷郡桜川村堀之内 - 同郡江戸崎町大字古渡のバイパス道路（新古渡橋）が開通[12]。
- 1985年（昭和60年）12月26日：稲敷郡江戸崎町大字古渡 - 同町大字佐倉のバイパス道路（2.428 km）が開通[13]。
- 1992年（平成4年）8月13日：稲敷郡桜川村大字古渡 - 同郡江戸崎町大字古渡の新古渡橋を含むバイパス開通を受け、旧道が指定解除される[14]。
- 2000年（平成12年）4月1日：茨城県稲敷郡東町大字釜井 - 稲敷郡阿見町大字阿見、土浦市大字都和 - 土浦市大字常名、つくば市大字明石 - 古河市大字中田の各区間が、通行する車両の最大重量限度25トンの道路に指定される[15]。
- 2001年（平成13年）
  - 3月1日：土浦市大字殿里 - 同市大字常名の区間が、通行する車両の最大重量限度25トンの道路に指定される[16]。
  - 12月20日：阿見美浦バイパスが全線開通する[17]。
- 2002年（平成14年）4月1日：稲敷郡東町西代 - 同郡同町幸田の区間を、通行する車両の最大重量限度25トンの道路に指定[18]。
- 2004年（平成16年）3月22日：稲敷郡美浦村大字大谷 - 同村大字宮地、土浦市富士崎 - 同市桜町、同市都和 - 古河市三杉町、美浦村大字宮地 - 稲敷郡阿見町大字阿見の各区間が、通行する車両の高さの最高限度4.1 mの道路に指定される[19]。
- 2006年（平成18年）4月6日：稲敷郡阿見町大字阿見 - 土浦市大字右籾の区間を、通行する車両の最大限度25トンの道路に指定[20]。
- 2008年（平成20年）4月1日：稲敷市佐倉 - 稲敷郡美浦村大字大谷、稲敷郡阿見町大字阿見 - 土浦市中（阿見美浦バイパスの一部）の各区間が、通行する車両の高さの最高限度4.1 mの道路に指定される[21]。
- 2009年（平成21年）2月19日：土浦市高岡 - つくば市下大島の区間（約0.6 km）を4車線化供用開始[22]。
- 2013年（平成25年）4月22日：土浦市真鍋（真鍋交差点） - 同市下坂田（パープルライン入口交差点）の旧道（3.68 km）が指定解除され、土浦市道へ降格[23]。
- 2018年（平成30年）
  - 3月30日：熊谷市内の全区間（熊谷市佐谷田地内、行田・熊谷市境 - 終点間）の旧道が指定解除され、埼玉県道128号熊谷羽生線へ降格[24][25]。
  - 7月13日：加須市北小浜（加須羽生バイパス分岐点） - 行田市持田（行田・熊谷市境）間の旧道が指定解除[26]（当該区間はあらかじめ埼玉県道152号加須幸手線[27]・埼玉県道411号加須停車場線[28]・埼玉県道38号加須鴻巣線[29]・埼玉県道128号熊谷羽生線[30]に重複指定済）[注釈 8]。これに伴い終点が、新道である行田バイパス終点上之（南）交差点に変更となる[注釈 9]。
- 2020年（令和2年）
  - 3月20日：栗橋大利根バイパスが開通[31]。
  - 4月1日：土浦市都和4丁目（都和陸橋） - 同市若松町（若松町交差点）を、通行する車両の高さの最高限度が4.1メートルの道路に指定[32]。
- 2021年（令和3年）10月1日：栗橋大利根バイパスの旧道のうち、久喜市内区間が指定解除[注釈 10]され、栗橋大利根バイパスが実質現道化する[33]。
- 2022年（令和4年）4月1日：栗橋大利根バイパスの旧道の残り区間（加須市内）が指定解除（加須市に移管）[34]。
- 2023年（令和5年）
  - 2月3日：つくば市寺具地内の旧道に、つくば市道につながる取り付け道路を設置[35]。
  - 3月30日：土浦市中（中村陸橋下） - 土浦市立田町（土浦警察署東）の国道354号重用区間（3.837 km）を編入[36]。
- 2024年（令和6年）
  - 4月1日：つくばバイパスの旧道の一部である、つくば市田中（田中交差点） - 同市明石（明石交差点）間（1.588 km）が国道125号としての指定を解除、市道へ降格[37]。
  - 8月1日：稲敷郡美浦村大字木原（木原小学校付近） - 同郡阿見町大字島津の旧道区間（3.521 km）が国道125号としての指定を解除、町村道へ降格[38][注釈 11]。

## 路線状況
茨城県内、または一部埼玉県内における俗称として「ワンツーファイブ」という呼び方が存在する。もともとは若者たちが使っていた隠語であった。映画下妻物語にも登場する。

### 通称
- 筑波街道（土浦市真鍋 - つくば市北条）

### バイパス・改良事業など
- 桜川バイパス
稲敷市神宮寺 - 稲敷市阿波を結ぶ計画延長2.4 km、幅員25 m（車道部13 m）で整備事業中のバイパスで、将来は稲敷市伊佐部の現道まで延伸される計画である。同区間は狭隘で屈曲箇所が多いため見通しが悪く、歩道も未整備であることから、交通の安全性の確保と利便性の向上を図るため、稲敷市阿波 - 神宮寺間が2004年度（平成16年度）より事業化しバイパスの整備が進められている[40]。
  - 沿革
    - 2004年度：事業化
    - 2006年12月4日：稲敷市阿波 - 稲敷市神宮寺のバイパス区間（2.49 km）の道路区域が決定[41]。
- 大谷バイパス
稲敷市佐倉 - 美浦村大谷を結ぶ延長2.6 km、幅員25 m（車道部14 m）で整備事業中のバイパスで、大谷側は阿見美浦バイパスに通じる。同区間の現道は、狭隘でカーブや坂道が多く、朝夕における渋滞箇所となっていることから、交通渋滞解消を目的に1995年度（平成7年度）より事業化し美浦村役場側からバイパス整備が進められている[42]。
  - 沿革
    - 2016年（平成28年）5月19日：稲敷市佐倉 - 稲敷郡美浦村大字受領のバイパス区間（2.78 km）の道路区域が決定[43]。
    - 2017年（平成29年）3月23日：稲敷郡美浦村大字大谷 - 大字受領（美浦村役場東交差点）にバイパスの一部区間（280 m）を供用開始[44]。
    - 2018年（平成30年）12月13日：稲敷郡美浦村大字大谷の一部区間（580 m）を供用開始[45]。
    - 2022年（令和4年）11月30日：稲敷市佐倉 - 稲敷郡美浦村大字大谷 (1.1 km) を供用開始[46][47]。
- 阿見美浦バイパス

- 土浦新治バイパス
  - 新治拡幅

土浦市大畑 - つくば市下大島間（約3.9 km）の道路改良事業。2008年度完成。

- つくば東バイパス（仮称）
  - つくば市の北条市街地を北に迂回する計画のバイパス。つくばバイパス池田南交差点から国道125号現道のつくば市小和田（扇橋付近）までを結ぶ。[48]
- つくばバイパス（2024年4月に現道化）
つくば市田中・田中交差点 - 同市池田・池田南交差点 - 下妻市高道祖・高道祖東交差点間を結ぶ区間延長5.9kmのバイパス[49]。

- 下妻拡幅
下妻市高道祖 - 同市古沢の道路拡幅事業。2005年3月に完成した。
- 下妻八千代バイパス
つくばバイパスの西側で計画されている約5.5 kmのバイパス道路。1998年に都市計画決定したものの現時点で事業化されておらず、沿線自治体で構成される「国道125号整備促進期成同盟会」が茨城県に対し整備の要望を続けている。
- 古河拡幅
古河市西牛谷 - 古河市三杉町間（約1.4 km）のバイパス・現道拡幅事業。古河市の都市計画道路新町三杉線として指定され、2015年の開通を目指し古河駅東部土地区画整理事業と一体的に整備が進められるも、用地交渉の難航などで事業の進捗が遅れている。
- 栗橋大利根バイパス（2021年10月に現道化）

- 加須羽生バイパス（2018年7月に現道化）

- 加須羽生バイパス - 行田バイパス間（国道122号重複区間）
加須羽生バイパスから行田バイパスまでの間は旧道と合流することなく、また国道122号との重複で混雑することから、対面6車線化する事業が進められている[50]。
- 行田バイパス（2018年7月に現道化）

### 重複区間
- 国道51号・国道355号（千葉県香取市（起点） - 茨城県稲敷市・北田交差点）
- 国道354号（茨城県土浦市・中村陸橋下交差点 - 土浦市・若松町交差点）
- 国道408号（茨城県つくば市・学園都市北入口（田中）交差点 - 下妻市・高木川西交差点）
- 国道4号（茨城県古河市・三杉町交差点 - 埼玉県久喜市・栗橋交差点）
- 国道122号（埼玉県羽生市・国道125号加須羽生バイパス下川崎交差点 - 羽生市・国道125号行田バイパス須影交差点）

### 道路施設

#### 橋梁
- 水郷大橋（利根川、千葉県香取市 - 茨城県稲敷市）※国道51号と重複
- 新古渡橋（小野川、稲敷市）
- 巡見橋（桜川、つくば市）
- 祝橋（小貝川、下妻市）
- 新鬼怒橋（鬼怒川、下妻市 - 結城郡八千代町）
- 尾崎橋（西仁連川、古河市）
- 利根川橋（利根川、茨城県古河市 - 埼玉県久喜市）※国道4号と重複

## 地理

### 通過する自治体
- 千葉県
  - 香取市
- 茨城県
  - 稲敷市 - 稲敷郡美浦村 - 稲敷郡阿見町 - 土浦市 - つくば市 - 下妻市 - 結城郡八千代町 - 古河市
- 埼玉県
  - 久喜市 - 加須市 - 羽生市 - 行田市 - 熊谷市

### 交差する道路
- 国道51号・国道355号（千葉県香取市 - 茨城県稲敷市、起点・重複）
- 国道356号（千葉県香取市、起点）
- 国道354号（茨城県土浦市、重複）
- 国道6号（茨城県土浦市）
- E6常磐自動車道（土浦北IC）
- 国道408号（茨城県つくば市、重複）
- 国道294号（茨城県下妻市）
- 新4号バイパス（茨城県古河市）
- 国道4号（茨城県古河市三杉町 - 埼玉県久喜市栗橋、重複）
- E4東北自動車道（加須IC）
- 国道122号（埼玉県加須市）（埼玉県羽生市、重複（国道125号加須羽生バイパス下川崎交差点 - 国道125号行田バイパス須影交差点間））
- 国道17号熊谷バイパス（埼玉県熊谷市、終点）

### 沿線
- 茨城県
  - 新利根川（稲敷市）
  - 霞ヶ浦（稲敷市 - 土浦市）
  - 美浦村役場（稲敷郡美浦村）
  - 陸上自衛隊土浦駐屯地（稲敷郡阿見町）
  - 霞ヶ浦高等学校附属中学校・霞ヶ浦高等学校（稲敷郡阿見町）
  - 東京医科大学茨城医療センター（稲敷郡阿見町）※阿見美浦バイパス
  - 土浦市役所（土浦市）
  - JR東日本常磐線 土浦駅（土浦市）
  - 亀城公園（土浦市）
  - 茨城県立土浦第一高等学校・附属中学校（土浦市）
  - つくば国際大学（土浦市）
  - 筑波山（つくば市）
  - 茨城県立下妻第二高等学校（下妻市）
  - 鬼怒川（下妻市 - 結城郡八千代町）
- 埼玉県
  - 豊野台テクノタウン
  - 豊野台公園
  - 加須スケートパーク
  - 埼玉県水産研究所（加須市）
  - 加須市役所（加須市）
  - 加須市民運動公園（加須市）
  - 埼玉県立進修館高等学校（行田市）
  - 行田市総合公園（行田市）

※終点上之（南）交差点付近に道の駅くまがや（仮称）の建設計画がある。
  - 秩父鉄道秩父本線（羽生市 - 熊谷市間で並行）

## ギャラリー

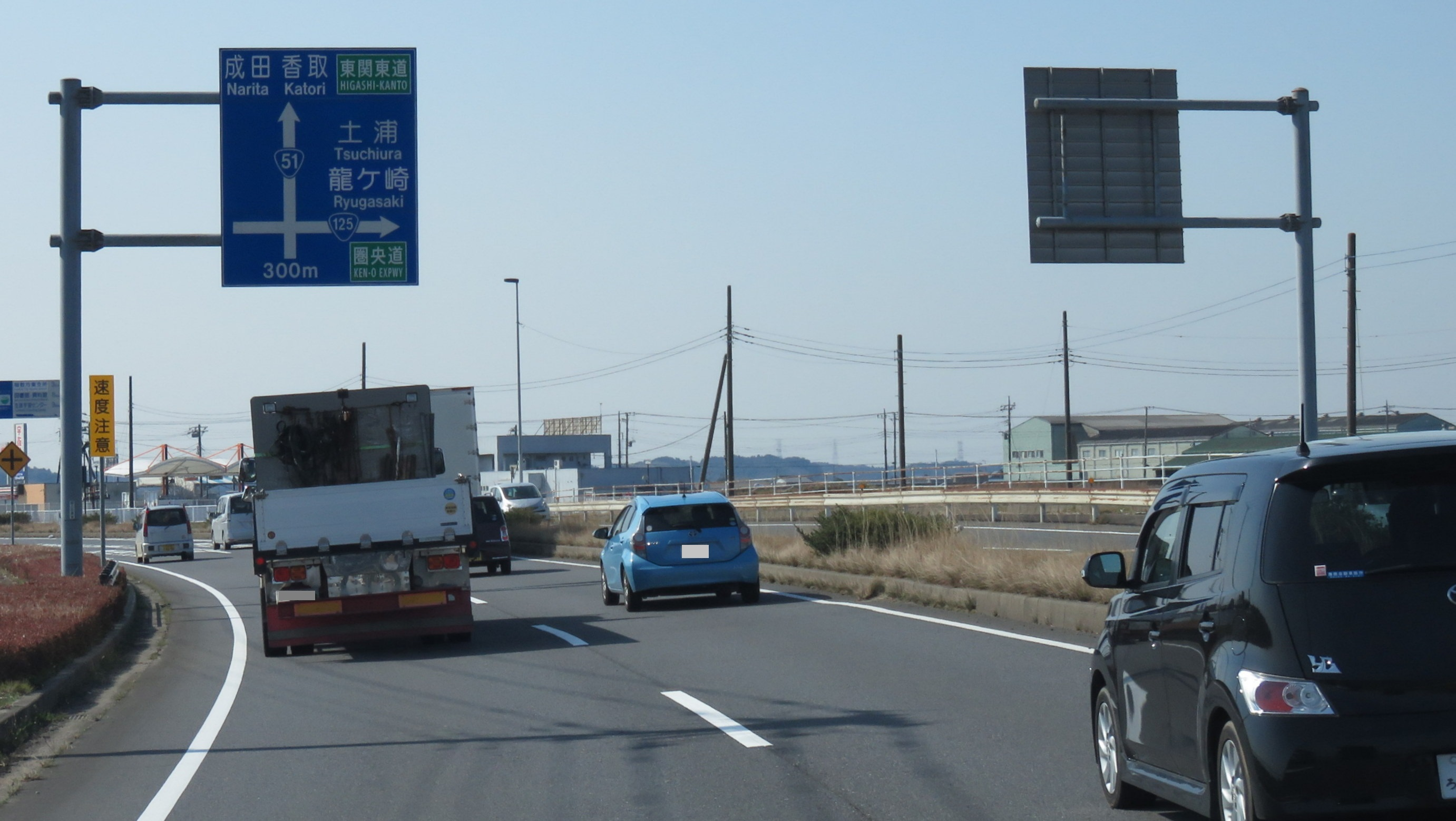
国道51号（重複区間）からの分岐 茨城県稲敷市 北田交差点
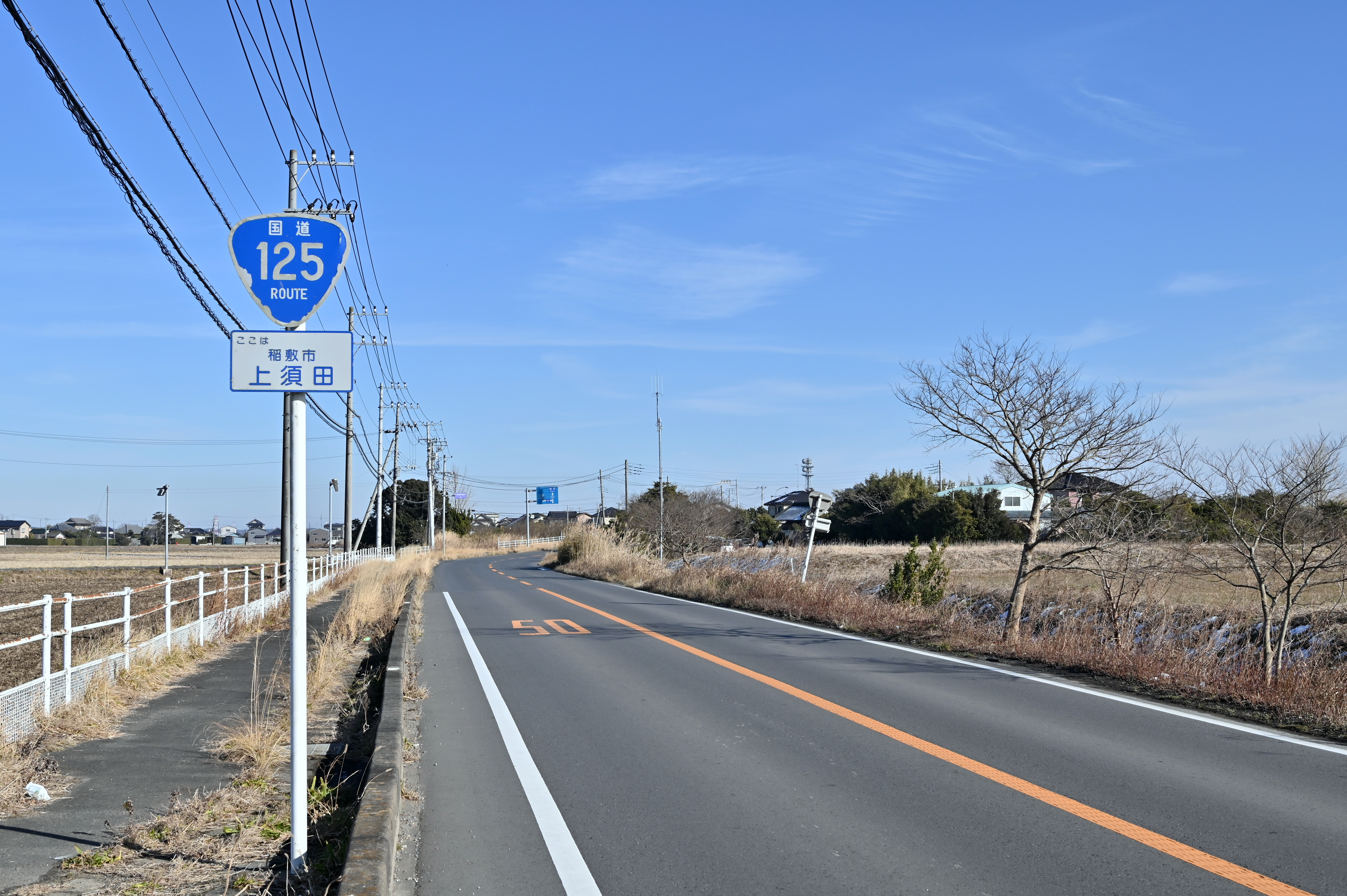
茨城県稲敷市上須田 （2022年1月）
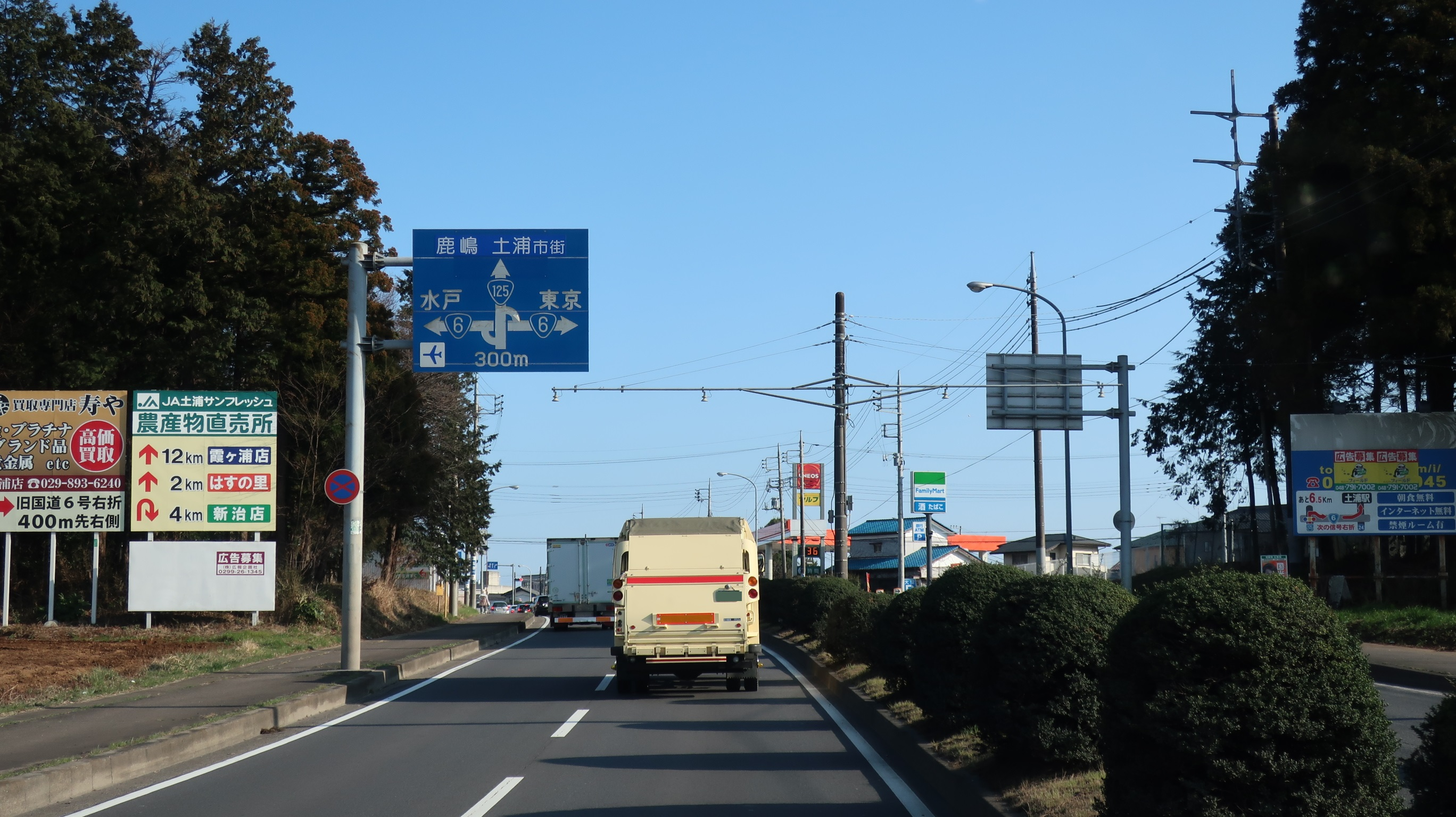
土浦新治バイパス （国道6号との分岐） 茨城県土浦市都和四丁目
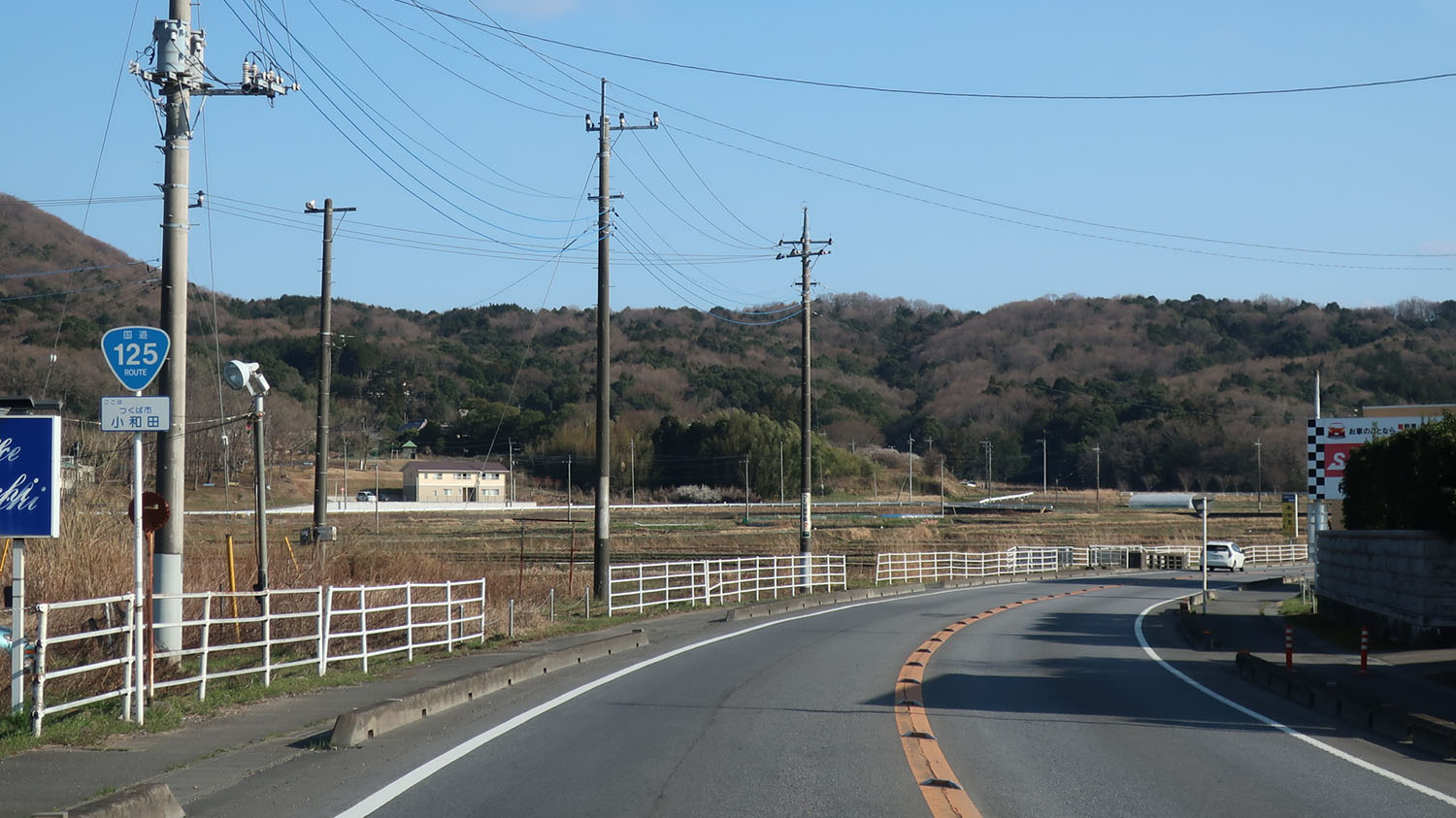
茨城県つくば市小和田 （2018年3月）
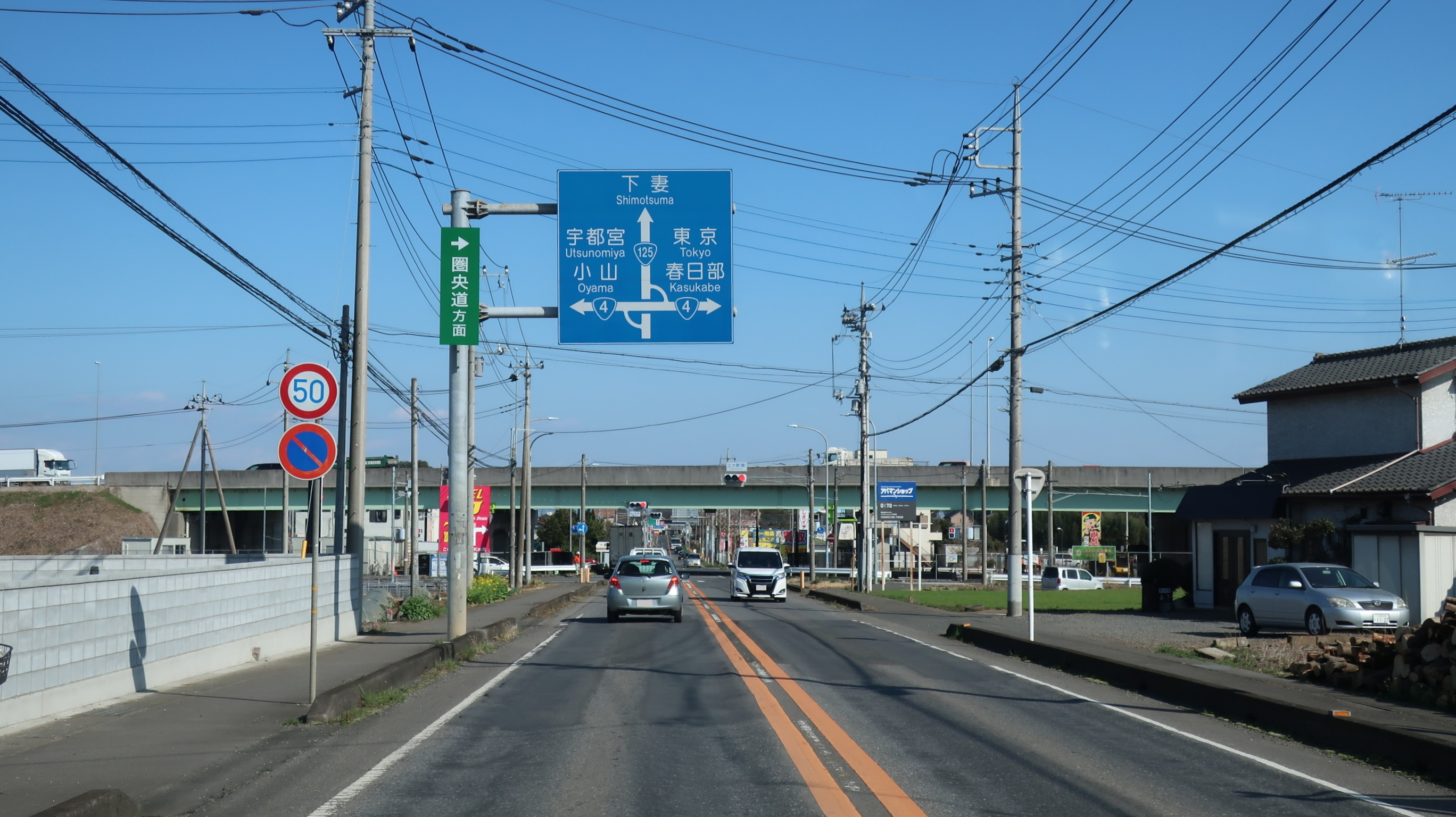
新4号国道との交差 茨城県古河市上大野
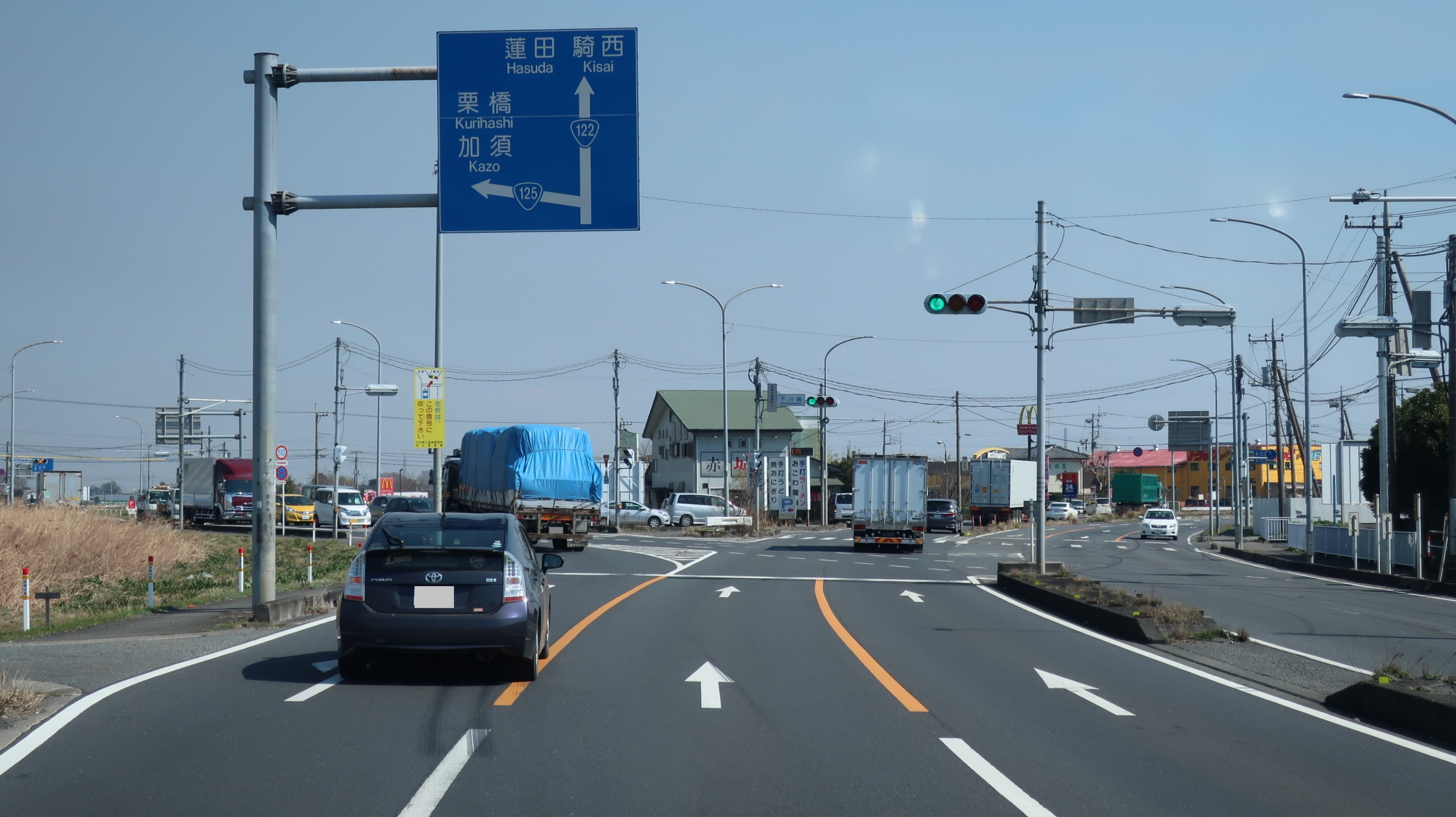
加須羽生バイパスと行田バイパスとの分岐点付近 （国道122号重複区間） 埼玉県羽生市須影
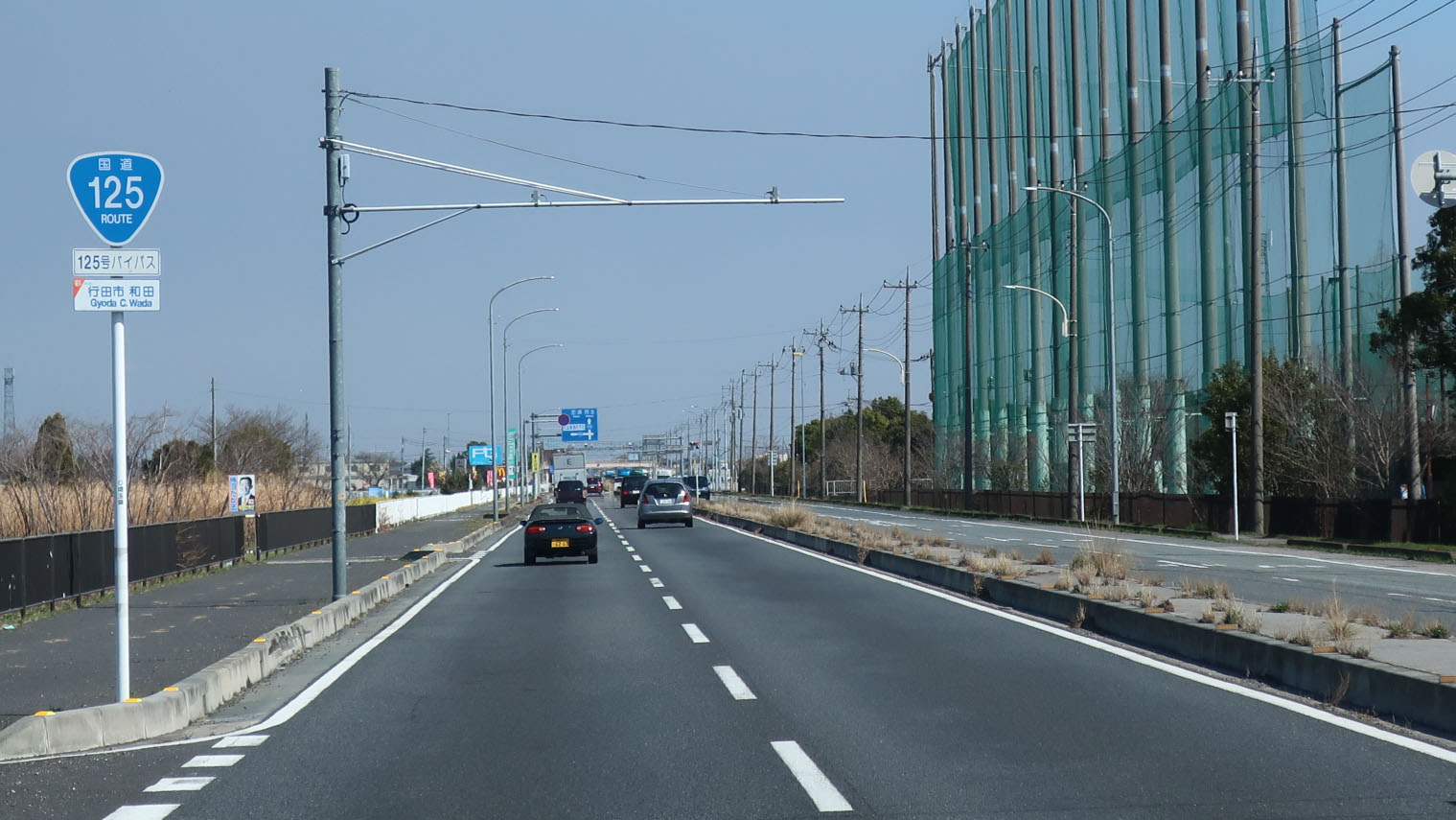
行田バイパス 埼玉県行田市下池守